# China Masters
De China Masters is een golftoernooi in China, dat deel uitmaakt van de OneAsia Tour. Het toernooi werd in 2007 opgericht als de China Classic.
Het toernooi wordt gespeeld in een strokeplay-formule van vier ronden en na de tweede ronde wordt de cut toegepast.

## Geschiedenis
In 2007 en 2008 stond de China Classic op de kalender van de Aziatische PGA Tour. In 2009 verhuisde het toernooi naar de OneAsia Tour. In 2011 werd het toernooi hernoemd tot de China Masters.
Van 2007 tot 2010 vond dit toernooi plaats op de Royal Orchid International Golf Club in Shunde. Sinds 2011 vindt het toernooi plaats op de Nanshan International Golf Club in Shandong.

## Golfbanen
| Jaren      | Golfbaan                             | Stad     | Info |
| ---------- | ------------------------------------ | -------- | ---- |
| 2007-2010  | Royal Orchid International Golf Club | Shunde   |      |
| 2011-heden | Nanshan International Golf Club      | Shandong |      |

## Winnaars
| Jaar                    | Winnaar                 | Score                   | Score                   | Info                                                             |
| The Midea China Classic | The Midea China Classic | The Midea China Classic | The Midea China Classic | The Midea China Classic                                          |
| ----------------------- | ----------------------- | ----------------------- | ----------------------- | ---------------------------------------------------------------- |
| 2007                    | Thaworn Wiratchant po   | 263                     | –21                     | Won de play-off van Simon Yates en Chinnarat Phadungsil          |
| 2008                    | Seung-yul Noh           | 267                     | –17                     |                                                                  |
| 2009                    | Wen-Chong Liang         | 270                     | –14                     |                                                                  |
| 2010                    | Kim Felton              | 272                     | –12                     |                                                                  |
| Nanshan China Masters   |                         |                         |                         |                                                                  |
| 2011                    | Bi-o Kim                | 278                     | –10                     | Won de play-off van Craig Hancock, Michael Long en Scott Laycock |
| 2012                    | Wen-Chong Liang po      | 276                     | –8                      | Won de play-off van Y.E. Yang                                    |
| 2013                    | Charl Schwartzel        | 279                     | –9                      |                                                                  |
| 2014                    | Hao-tong Li             | 275                     | –9                      |                                                                  |

| Toernooirecord |  | po = winnaar na play-off |

 Thailand Open ·
 Indonesia PGA Championship ·
 China Open ·
 Maekyung Open ·
 SK Telecom Open ·
 Fiji International ·
 China Masters ·
 Korea Open ·
 Australian Open ·
 Australian PGA Championship
Dongfeng Nissan Cup